# Hofwirth zur Post

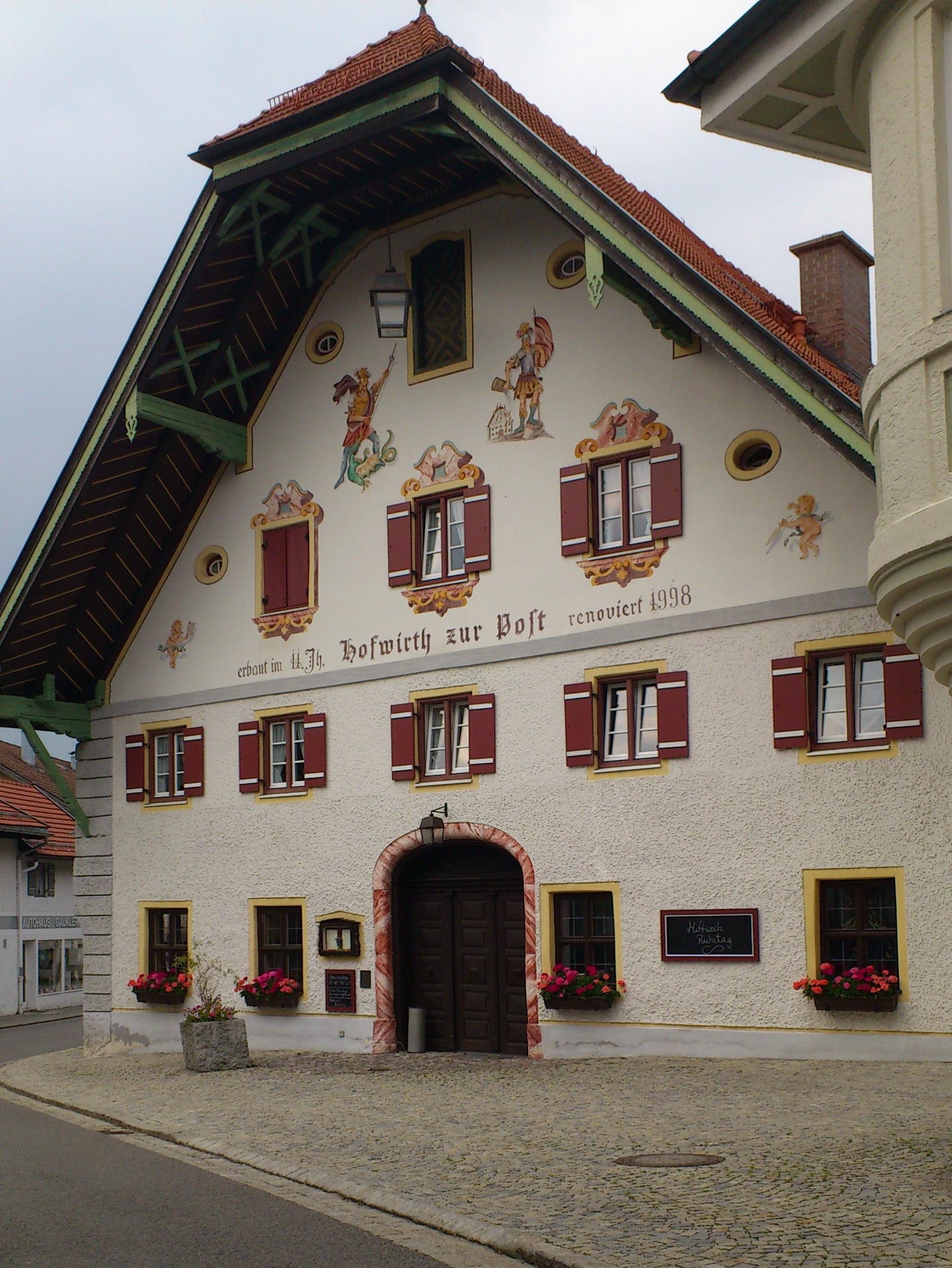
Gasthaus Hofwirth zur Post

Das Gasthaus Hofwirth zur Post in Marquartstein, einer Gemeinde im oberbayerischen Landkreis Traunstein, wurde im Kern in der zweiten Hälfte des 18. Jahrhunderts errichtet. Das barocke Gebäude mit der Adresse Alte Dorfstraße 5 ist ein geschütztes Baudenkmal.
Das Gasthaus wurde bereits im 14. Jahrhundert erwähnt und zählt damit zu den ältesten Gasthäusern im Chiemgau.  
Der stattliche zweigeschossige Bau mit Eckrustizierung besitzt ein überstehendes Schopfwalmdach. Es wurde Ende des 19. Jahrhunderts erneuert. Eine Gesamtinstandsetzung des Gebäudes fand von 1997 bis 1999 statt. Die Lüftlmalerei im Giebelfeld stammt aus jüngerer Zeit.